# Валдово-Шляхецьке
Валдово-Шляхецьке (пол. Wałdowo Szlacheckie, нім. Adlig Waldau) — село в Польщі, у гміні Ґрудзьондз Ґрудзьондзького повіту Куявсько-Поморського воєводства.
Населення — 654 особи (2011).
У 1975-1998 роках село належало до Торунського воєводства.

## Демографія
Демографічна структура станом на 31 березня 2011 року:
|          | Загалом | Допрацездатний вік | Працездатний вік | Постпрацездатний вік |
| -------- | ------- | ------------------ | ---------------- | -------------------- |
| Чоловіки | 327     | 94                 | 205              | 28                   |
| Жінки    | 327     | 73                 | 201              | 53                   |
| Разом    | 654     | 167                | 406              | 81                   |